# Фрідріх Фребель
Фрідріх Фребель, повне ім'я — Фрідріх Вільгельм Август Фребель (нім. Friedrich Wilhelm August Fröbel; 21 квітня 1782 — 21 червня 1852) — творець ідей і практики суспільного дошкільного виховання, започаткував підготовку вихователів дошкільних закладів, так званих «дитячих садівниць». Важливим завданням, яке ставив Фребель перед школою виховательок, було вивчення психофізіологічних засад розвитку дитини, оволодіння засобами впливу на неї, методами керівництва її розвитком, зокрема, засобами використання дидактичного матеріалу тощо.
Фребель був найвизначнішим педагогом епохи романтизму, представником ідеї самоствердження через самодопомогу, самовдосконалення.

## Педагогічні ідеї
1840 р. в Бад-Бланкенбурзі (Тюрингія) ним був відкритий заклад для ігор і занять дітей дошкільного віку — дитячий садок. Заслуга Фребеля полягає, насамперед, у запровадженні цієї назви дошкільної установи, яка прижилася, і дотепер вживається в багатьох державах світу. «Діти будуть рослинами, а я їхнім садівником!», — писав Фребель. Дитсадок повинен стати для дитини справжнім раєм, за аналогією до Едему, — вважав Фребель.
На відміну від поширених на той час так званих «захоронок», де дітей тільки доглядали і вони могли робити все, що хотіли, дитсадок має виховне значення і завдання, має зміцнювати ще неміцний дитячий організм, розвивати розбуджені чуття дитини. «Дитсадок має не лише прийняти під нагляд недозрілих ще для школи дітей, але й зміцнити тіло, вправляти їх почуття, знайти їх душу, і розумно знайомити як з природою, так і з людським суспільством», — повторював Фребель.
Для розвитку дитини 2–7 років найважливішим розвиваючим засобом є гра, — не помилявся в своїх переконаннях Фребель. Ігри– найкращий засіб виховання, який розвиває тіло, волю, фантазію дітей, збуджує їх думки. Йому належить заслуга у створенні системи дидактичних ігор, т. зв.«дари Фребеля», які принесли йому світову славу, поширившись у багатьох країнах світу. «Шість дарів Фребеля» — складаються із геометричних фігур, і допомагають дітям пізнавати навколишній світ (1 — куля — м'яч; 2- невеликі дерев'яні кулька, кубик і циліндр; 3- куб поділений на 8 плиток; 5-кубик, поділений на 27 малих кубиків і 9 з них теж поділені; 6- кубик, поділений на 27 малих кубиків, причому багато з них поділені ще на багато інших частин — по діагоналях, на плитки ін. Фребель пропонував використовувати в ігрх дітей різні матеріали — папір, будівельні матеріали тощо. На його думку, гра поволі переходить в працю, яка повинна сприяти розвиткові творчих сил дитини і бути пов'язаною з приємними почуттями)
Для переходу з дитсадка до школи дитина повинна пройти елементарну школу — це основи природознавства, релігії, математики, розвиток мови.
Для роботи в Д. С. залучалися лише жінки, тому в 1850 р. відкрив заклад для підготовки виховательок — «садівниць».

## Визнання
На честь педагога було названо астероїд 10835 Фробель.